# Олимпија (Вашингтон)
Олимпија (енгл. Olympia) је главни град америчке савезне државе Вашингтон. По попису становништва из 2010. у њему је живело 46.478 становника.

## Географија
Олимпија се налази на надморској висини од 29 m.

## Демографија
Према попису становништва из 2010. у граду је живело 46.478 становника, што је 3.964 (9,3%) становника више него 2000. године.
|                   | 2010.           | 2000.           |
| Укупно            | 46 478 (100,0%) | 42 514 (100,0%) |
| Белци             | 37 328 (80,31%) | 35 343 (83,13%) |
| Хиспаноамериканци | 2 919 (6,280%)  | 1 863 (4,382%)  |
| Азијати           | 2 799 (6,022%)  | 2 473 (5,817%)  |
| Остали            | 2 501 (5,381%)  | 2 030 (4,775%)  |
| Афроамериканци    | 931 (2,003%)    | 805 (1,893%)    |

## Партнерски градови
- Katō